# Cyrtonops rufipennis
Cyrtonops rufipennis är en skalbaggsart som beskrevs av Maurice Pic 1922. Cyrtonops rufipennis ingår i släktet Cyrtonops och familjen långhorningar. Inga underarter finns listade i Catalogue of Life.